# The Secret (álbum de Alan Parsons)
The Secret es el quinto álbum de estudio como solista del músico británico Alan Parsons, publicado el 26 de abril de 2019, quince años después del lanzamiento del último trabajo como solista de Parsons, A Valid Path de 2004.

## Lista de canciones
| N.º | Título                                                                                         | Vocalista                  | Duración |  |
| 1.  | «The Sorcerer's Apprentice = (Paul Dukas)»                                                     |                            | 5:44     |  |
| 2.  | «Miracle (Guy Erez, Andy Ellis y Alan Parsons)»                                                | Jason Mraz                 | 3:22     |  |
| 3.  | «As Lights Fall (Dan Tracey y Alan Parsons)»                                                   | Alan Parsons               | 3:58     |  |
| 4.  | «One Note Symphony (Todd Cooper, Tom Brooks y Alan Parsons)»                                   | Todd Cooper                | 4:43     |  |
| 5.  | «Sometimes (Patrick Anthony Caddick y Alan Parsons)»                                           | Lou Gramm                  | 5:08     |  |
| 6.  | «Soirée Fantastique (Todd Cooper, Doug Powell, Tom Brooks y Alan Parsons)»                     | Alan Parsons y Todd Cooper | 5:27     |  |
| 7.  | «Fly to Me (Mark Mikel, Jeff Kollman y Alan Parsons)»                                          | Mark Mikel                 | 3:45     |  |
| 8.  | «Requiem (Todd Cooper, Doug Powell, Boh Cooper y Alan Parsons)»                                | Todd Cooper                | 4:02     |  |
| 9.  | «Years of Glory (P.J. Olsson y Alan Parsons)»                                                  | P.J. Olsson                | 4:05     |  |
| 10. | «The Limelight Fades Away (Jordan Huffman, Dan Tracey y Alan Parsons)»                         | Jordan Huffman             | 3:36     |  |
| 11. | «I Can't Get There from Here (Patrick Read Johnson, David Russo, Jared Mahone y Alan Parsons)» | Jared Mahone               | 4:38     |  |

## Créditos
- Voz: Jason Mraz, Lou Gramm, Alan Parsons, Todd Cooper, P. J. Olsson, Jordan Huffman, Jared Mahone, Mark Mikel
- Voces adicionales: Alan Parsons, Todd Cooper, Dan Tracey, Jordan Huffman, P. J. Olsson, Carl–Magnus "C-M" Carlsson, Andy Ellis, Doug Powell
- Narración: Alan Parsons
- Guitarras: Steve Hackett, Jeff Kollman, Dan Tracey, Tony Rosacci, Ian Bairnson, Alan Parsons
- Teclados, sintetizador: Andy Ellis, Tom Brooks, Dan Tracey, Alan Parsons
- Piano: Pat Caddick, Angelo Pizzaro, Tom Brooks
- Bajo: Nathan East, Guy Erez, Jeff Peterson
- Batería: Vinnie Colaiuta, Danny Thompson, Carl Sorensen
- Saxo: Todd Cooper
- Orquesta: CMG Music Recording Orchestra of Hollywood
- Chelo: Michael Fitzpatrick
- Percusión: Alan Parsons, Todd Cooper
- Ukulele: Jake Shimabukuro
- Trombones: Oscar Utterström
- Trompetas: Vinnie Ciesielski
- Ingenieros de sonido: Noah Bruskin, Alan Parsons, Grant Goddard

## Lista de éxitos
| Lista (2019)                 | Posición |
| ---------------------------- | -------- |
| Bélgica (Ultratop flamenca)  | 55       |
| Bélgica (Ultratop valona)    | 44       |
| Países Bajos (Album Top 100) | 20       |
| España (PROMUSICAE)          | 49       |
| Francia (SNEP)               | 157      |
| Italia (FIMI)                | 31       |
| Suiza (Schweizer Hitparade)  | 13       |